# Dayton Metropolitans
I Dayton Metropolitans furono una squadra professionistica di pallacanestro attiva in National Basketball League nella sola stagione 1937-1938. In precedenza avevano militato in Midwest Basketball Conference nella stagione 1935-36.
La squadra aveva sede a Dayton (Ohio).

## Stagioni
| Stagione | Lega | Denominazione        | V | P  | %    | Piazzamento | Play-off |
| -------- | ---- | -------------------- | - | -- | ---- | ----------- | -------- |
| 1937-38  | NBL  | Dayton Metropolitans | 2 | 11 | 15,4 | 7º          | -        |